# Помазков, Константин Дмитриевич
Константин Дмитриевич Помазков — советский хозяйственный и политический деятель.

## Биография
Родился в 1914 году в деревне Хворостянь. Член КПСС.
Окончил Московский геологоразведочный институт.
В 1939—1946 гг. — начальник геологоразведочных партий в Монголии.
В 1946—1954 гг. — начальник геологической партии Киргизского геологического управления.
В 1954—1962 гг. — главный геолог ряда геологических партий в Киргизской ССР.
В 1962—1975 гг. — начальник Главного геологического управления Киргизской ССР.
Избирался депутатом Верховного Совета Киргизской ССР 8-го созыва.
Лауреат Государственной премии Киргизской ССР (1972) и Государственной премии СССР (1976).
Умер в 1986 году во Фрунзе.

## Награды
- Орден Ленина (1963)
- Орден Октябрьской Революции